# اچ‌ام‌سی‌اس میرامیچی (ام‌سی‌بی ۱۵۰)
اچ‌ام‌سی‌اس میرامیچی (ام‌سی‌بی ۱۵۰) (به انگلیسی: HMCS Miramichi (MCB 150)) یک کشتی است که طول آن ۱۵۲ فوت (۴۶ متر) می‌باشد. این کشتی در سال ۱۹۵۴ ساخته شد.